# Mary Annegeline
Mary Annegeline actriz conocida por interpretar a Jodie Smith en la serie Neighbours.

## Carrera
Entre el 2002 y el 2003 apareció en la serie cómica Out There donde interpretó a la joven Miranda Lee. Originalmente Mary iba a aparecer por solo dos  tresepisodios, soin embargo terminó participando en la mitad de los episodios de la segunda temporada de la serie.
En el 2008 se unió como personaje recurrente a la exitosa serie australiana Neighbours donde interpreta a la enfermera Jodie Smith, hasta ahora.

## Filmografía
- Series de Televisión.:

| Año             | Título                 | Personaje   | Notas        |
| --------------- | ---------------------- | ----------- | ------------ |
| 2008 - presente | Neighbours             | Jodie Smith | 42 episodios |
| 2006            | Forensic Investigators | Suzie       | tv serie     |
| 2003            | Enough                 | Julie       | tv serie     |
| 2002 - 2003     | Out There              | Miranda Lee | tv serie     |

- Teatro.:

| Año  | Obra            | Personaje | Teatro |
| ---- | --------------- | --------- | ------ |
| 1998 | Wizard of Oz    | -         | -      |
| 1997 | Rock Eisteddfod | -         | -      |